# Алещенко Юлія Іванівна
Юлія Іванівна Алещенко (до шлюбу Гапоченко; нар. 1 жовтня 1980, Суми) — українська художниця і педагог; член Національної спілки майстрів народного мистецтва України з 2001 року та Національної спілки художників України з 2002 року. Лауреатка Премії Кабінету Міністрів України за особливі досягнення молоді у розбудові України та Премії імені Михайла Дерегуса.

## Біографія
Народилася 1 жовтня 1980 року в місті Сумах (нині Україна). Дочка художника Івана Гапоченка. 2000 року закінчила Сумське вище училище мистецтв і культури імені Дмитра Бортнянського, була ученицею Олександра Садовського; 2004 року — Харківський національний педагогічний університет імені Григорія Сковороди (викладач В. Хмельницький).
Мешкає в Сумах. Викладає декоративно-прикладну творчість, композицію, рисунок, педагогічну практику у Сумському фаховому коледжі мистецтв і культури імені Дмитра Бортнянського.

## Творчість
Працює у галузях станкового живопису та декоратино-ужиткового мистецтва (розписи, батик). У творах переважають пейзажні мотиви та цикли сюжетів на теми українських народних звичаїв та обрядів. Серед робіт:
- «Свято» (1999);
- «Яблучний Спас» (2000, полотно, темпера);
- «Купальські квіти» (2000, картон, темпера);
- «Старий квартал» (2000)[3];
- «Осінній натюрморт» (2002, картон, темпера);
- «Середина літа» (2003);
- «Кульбаба» (2003);
- «В обіймах весни» (2008)[3];
- «Барви весни» (2010)[3];
- «Весняний світ» (2010)[3].

З 2000 року активна учасниця всеукраїнських, міжнародних, обласних виставок. Неодноразово брала участь в колективних виставках у Лебединському художньому музеї. Персональна виставка відбулася у Сумах у 2002 році.
Окремі роботи зберігаються у Лебединському художньому музеї.